# 1948-as magyar teniszbajnokság
Az 1948-as magyar teniszbajnokság a negyvenkilencedik magyar bajnokság volt. A bajnokságot augusztus 31. és szeptember 7. között (a vegyes párost csak később fejezték be) rendezték meg Budapesten, a Gázművek SE Tomcsányi úti tenisztelepén.

## Eredmények
| Versenyszám  | Arany                                                | Arany | Ezüst                                                  | Ezüst | Bronz | Bronz |
| ------------ | ---------------------------------------------------- | ----- | ------------------------------------------------------ | ----- | --- | ----- |
| Férfi egyéni | Ádám András BEAC                                     |       | Frigyessy Tibor Újpesti TE                             |       | Fehér Kálmán Vasas SCBirkás György Ferencvárosi TC                                                         |       |
| Női egyéni   | dr. Hidassy Dezsőné BEAC                             |       | Jusits Ilona Újpesti TE                                |       | Pákay Barnabásné BEACLeveles Lászlóné Vasas SC                                                             |       |
| Férfi páros  | Ádám András, Fehér Kálmán BEAC, Vasas SC             |       | Tornyay Tibor, Birkás György Vasas SC, Ferencvárosi TC |       | |       |
| Női páros    | Körmöczy Zsuzsa, Wolfné Peterdy Márta BEAC, Vasas SC |       | dr. Hidassy Dezsőné, dr. Paksy Józsefné BEAC           |       | Ernőházi Lajosné, Rozgonyiné Jávori Márta Kaposvári MSE, MAFCdr. Gallner Ferencné, Jusits Ilona Újpesti TE |       |
| Vegyes páros | Fehér Kálmán, Körmöczy Zsuzsa Vasas SC, BEAC         |       | Bujtor Frigyes, dr. Gallner Ferencné Újpesti TE        |       | Milassin Miklós, dr. Hidassy Dezsőné Postás SE, BEACÁdám András, Straub Jánosné BEAC                       |       |